# Héraclius d'Auvergne
Héraclius ou Eracles d'Auvergne (1128-1190/91), prélat français originaire d'Auvergne, est archevêque de Césarée, puis patriarche latin de Jérusalem de 1180 à 1191.

## Biographie
D’une origine modeste, il suit comme son futur rival Guillaume de Tyr des études de droit à l’université de Bologne. Il se rend dans le royaume de Jérusalem avant 1168 et apparaît dans plusieurs actes du patriarche de Jérusalem en tant que Maître Héraclius. Il est nommé archidiacre de Jérusalem en 1169 et tente, à ce titre de persuader le pape Alexandre III de rétablir Gilbert d’Aissailly comme grand-maître de l’ordre de Saint-Jean de Jérusalem. Bien que le pape se soit déclaré satisfait de la façon dont la requête est présentée, il n’accède pas à la requête. En 1175, Héraclius est intronisé comme archevêque de Césarée, tandis que Guillaume devient archevêque de Tyr. Tous deux ont assisté au troisième concile du Latran, en 1179.

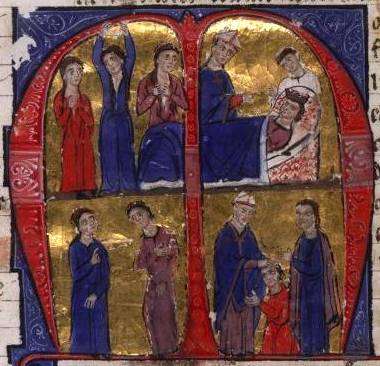
Mort d'Amaury Ier et couronnement de Baudouin IV.

Le patriarche Amaury de Nesle meurt le 6 octobre 1180. Guillaume est considéré comme le meilleur candidat pour devenir patriarche de Jérusalem. Cependant, Baudouin IV le Lépreux, accepte l’élection d’Héraclius comme patriarche. Selon certains,, ce sont les manœuvres politiques de la reine mère Agnès de Courtenay qui aurait ainsi placé Héraclius, son favori, et aurait insisté auprès de son fils jusqu’à ce qu’il cède, mais selon d’autres, le roi aurait appliqué l’usage de l’élection précédente de 1157 en déléguant le choix à la reine mère.
La plupart des informations relatives à Héraclius nous sont connues par l’Historia de son rival Guillaume de Tyr et de son continuateur, parfois identifié à Ernoul. Selon ces chroniques, Héraclius est considéré comme un prélat corrompu. Il est accusé d’avoir été nommé patriarche parce qu’il était l’amant d’Agnès de Courtenay, ce qui ne reflète rien de plus que la rancœur de son adversaire. Il a ouvertement vécu avec l’épouse d’un drapier de Naplouse, Pasque de Riveri, de qui il a une fille et que les Hiérosolymitains nommaient « Madame la patriarchesse ». Ernoul sous-entend même qu’Héraclius a facilité la mort du mari complaisant. Toutefois, le concubinage de prélats n’est pas si rare au XIIe siècle. L’affirmation de la Continuation de l’Historia selon laquelle Héraclius aurait excommunié Guillaume de Tyr en 1183 et l’aurait fait empoisonner lors de son séjour à Rome n’est pas certaine, car Guillaume de Tyr est mort en 1185 ou en 1186 dans l’exercice de ses fonctions.
En 1184, Héraclius, Roger de Moulins, grand-maître de l’ordre de Saint-Jean de Jérusalem et Arnaud de Toroge, maître de l’Ordre du Temple se rendent en Europe pour chercher de l'aide pour résoudre la crise de succession qui menace le royaume de Jérusalem. La mission commence par l'Italie, puis par la France et l'Angleterre. Ils ont plusieurs rencontres avec le roi Henri II Plantagenêt, d'abord à Reading, puis à Londres. Une autre rencontre des deux prélats, du roi d'Angleterre et du roi Philippe II de France se termine sur la promesse d'envoyer des fonds en Terre sainte. Ce compromis ne satisfait pas Héraclius, qui espère qu'Henri prenne la croix. Quelques années auparavant, après le meurtre de Thomas Becket, Henri avait promis pour pénitence de partir combattre en Orient et Héraclius lui rappelle cette promesse en les vouant au diable, lui et ses enfants, s'il ne la tient pas.
Toujours en Angleterre, Héraclius consacre l'église du Temple, à Londres, le quartier anglais des chevaliers du Temple, et c'est peut-être pour cet acte qu'il a laissé son souvenir en Angleterre. Le chroniqueur Raoul le Noir, qui rédige un compte rendu de la mission d'Héraclius, prétend que ce dernier a offert la royauté de Jérusalem aux rois de France et d'Angleterre, mais les deux refusent, ou à tout autre prince qui prendrait la croix. Raoul prétend que l'énorme cortège et l'opulence de ses habits ont offensé la sensibilité des Occidentaux, qui ont estimé que si les Orientaux disposaient de tant de richesses, ils n'ont pas besoin d'aide de la part de l'Occident. Il se peut que les habits s'inspirent du style byzantin, à la mode à la cour de Jérusalem depuis le mariage d'Amaury Ier et de Marie Comnène. D'autres chroniqueur, Pierre de Blois, Giraud de Barri, Herbert de Bosham et Rigord, ont été plus impressionnés par les qualités spirituelles du patriarche le qualifiant par des expressions telles que "vir sanctus et prudens", "vir sanctus" et "vitae sanctitatae non inferior".

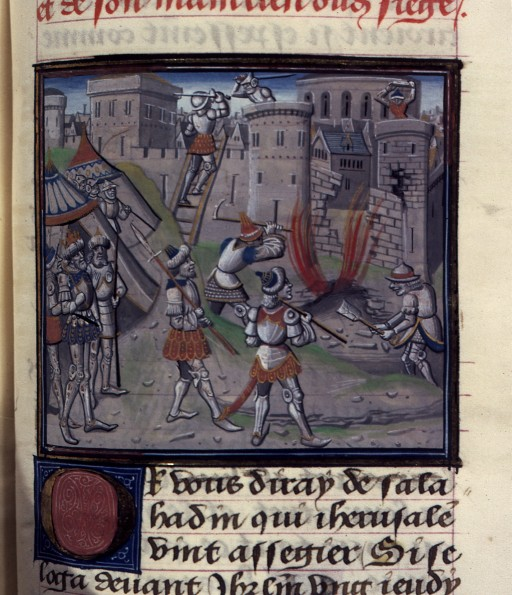
Siège de Jérusalem.

Héraclius revient à Jérusalem à la fin de l'année 1185. Baudouin IV est mort entre-temps, et son neveu Baudouin V lui a succédé. Mais l'enfant roi est mort au cours de l'été 1186. L'héritière du royaume est sa mère Sibylle, mais son second mari, Guy de Lusignan est largement détesté par la noblesse d'Orient. Raymond III de Tripoli, le régent nommé par Baudouin IV, peut également prétendre à la couronne. Sibylle profite des funérailles de son fils pour se faire couronner, avec la complicité d'Héraclius, et couronne son mari en disant « Je vous choisi comme roi, comme mon seigneur et comme seigneur de la terre de Jérusalem, car ce que Dieu a uni ne peut être rompu ». Comme personne n'ose protester, Héraclius oint Guy de Lusignan.
En 1187, Saladin envahit le royaume, et quand Guy se porte à sa rencontre à la tête de l'ost, il demande à Héraclius de venir avec lui et d'apporter la Vraie Croix. Trop lâche selon les uns, ou malade selon les autres, il délègue l'archevêque d'Acre à sa place. Malgré la présence de cette relique, Saladin inflige à l'armée franque une cruelle défaite le 4 juillet 1187 à Hattin, capturant le roi. Héraclius rédige un récit de la bataille et sa relation, envoyée au pape Urbain III, existe toujours. Selon la chronique d'Ernoul, le pape Urbain était alors à Ferrare et serait mort de chagrin en apprenant la nouvelle. Dans cette lettre affirme que, sans aide extérieure, Jérusalem et Tyr tomberont dans les six mois.

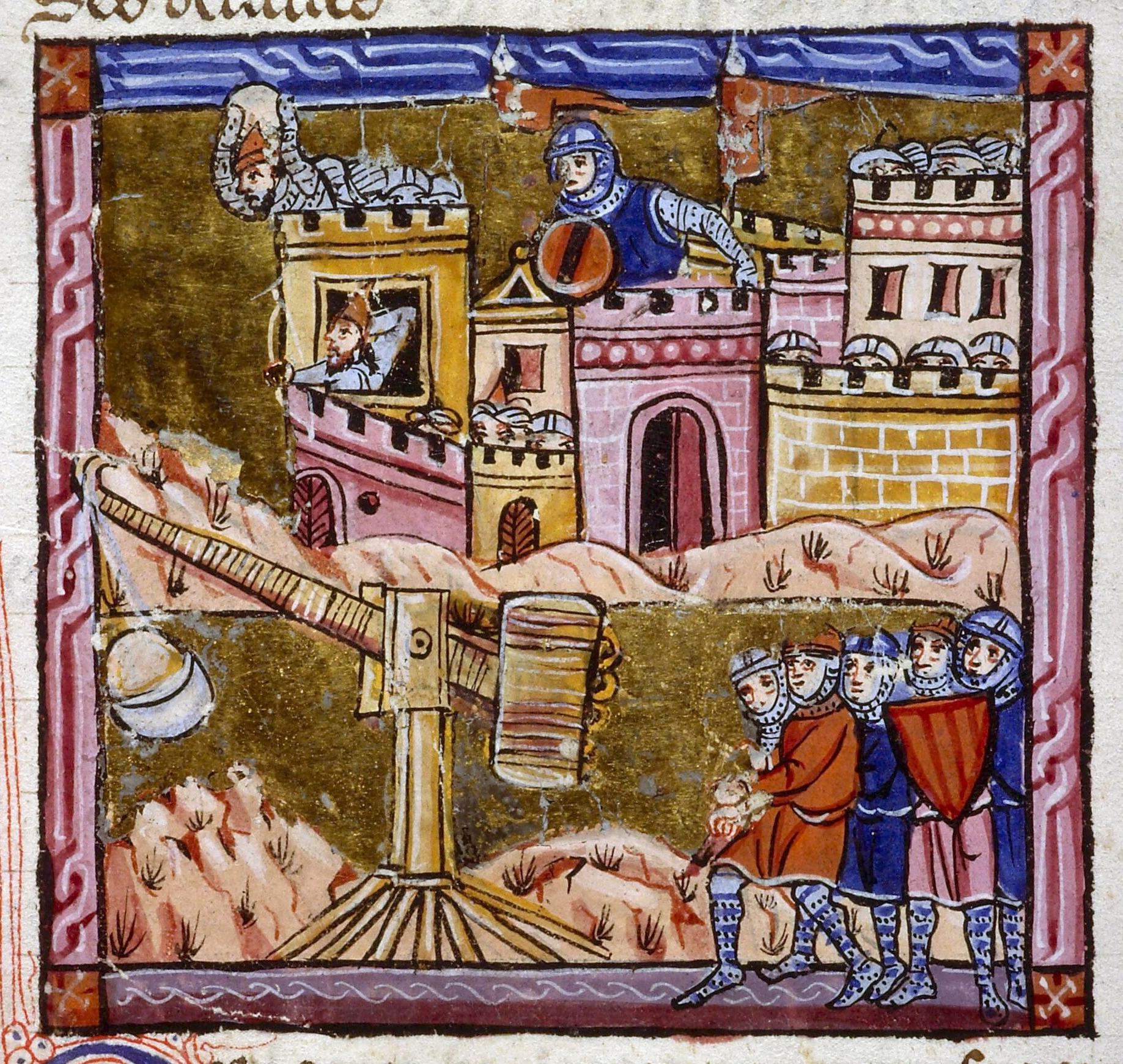
Siège de Saint-Jean-d'Acre.

À Jérusalem, Héraclius persuade Balian d'Ibelin à prendre en charge la défense de la ville et le relève du serment qu'il avait rendu à Saladin, selon lequel il ne resterait pas plus d'une nuit à Jérusalem. Il prend sur le trésor du Saint-Sépulcre pour payer les défenseurs de la ville, mais celle-ci doit se rendre le 2 octobre. Héraclius conseille à Balian de livrer la ville plutôt que de continuer la lutte jusqu'au bout, ce qui aurait livré la population civile à la mort, l'esclavage ou la conversion forcée. Héraclius a ensuite aidé Balian à négocier la liberté pour tous les habitants de la ville, et organisé une collecte pour la rançon.des habitants les plus pauvres.
Imad al-Din al-Isfahani, le secrétaire de Saladin, accuse Héraclius d'avoir emporté avec lui des reliquaires en or de plusieurs églises de Jérusalem. Aucun chroniqueur chrétien ne se fait l'écho de ces accusations. De toute manière, les églises de Jérusalem sont sur le point d'être transformées en mosquées et il est préférable que les objets de culte chrétien en soient emportés, plutôt que d'être détruits.
Après la prise de Jérusalem, Héraclius se réfugie à Antioche, auprès de la reine Sibylle, il prend ensuite part au siège de Saint-Jean-d'Acre. Comme tant d'autres, il meurt de maladie au cours de l'hiver 1190-1191.